# 久七隧道

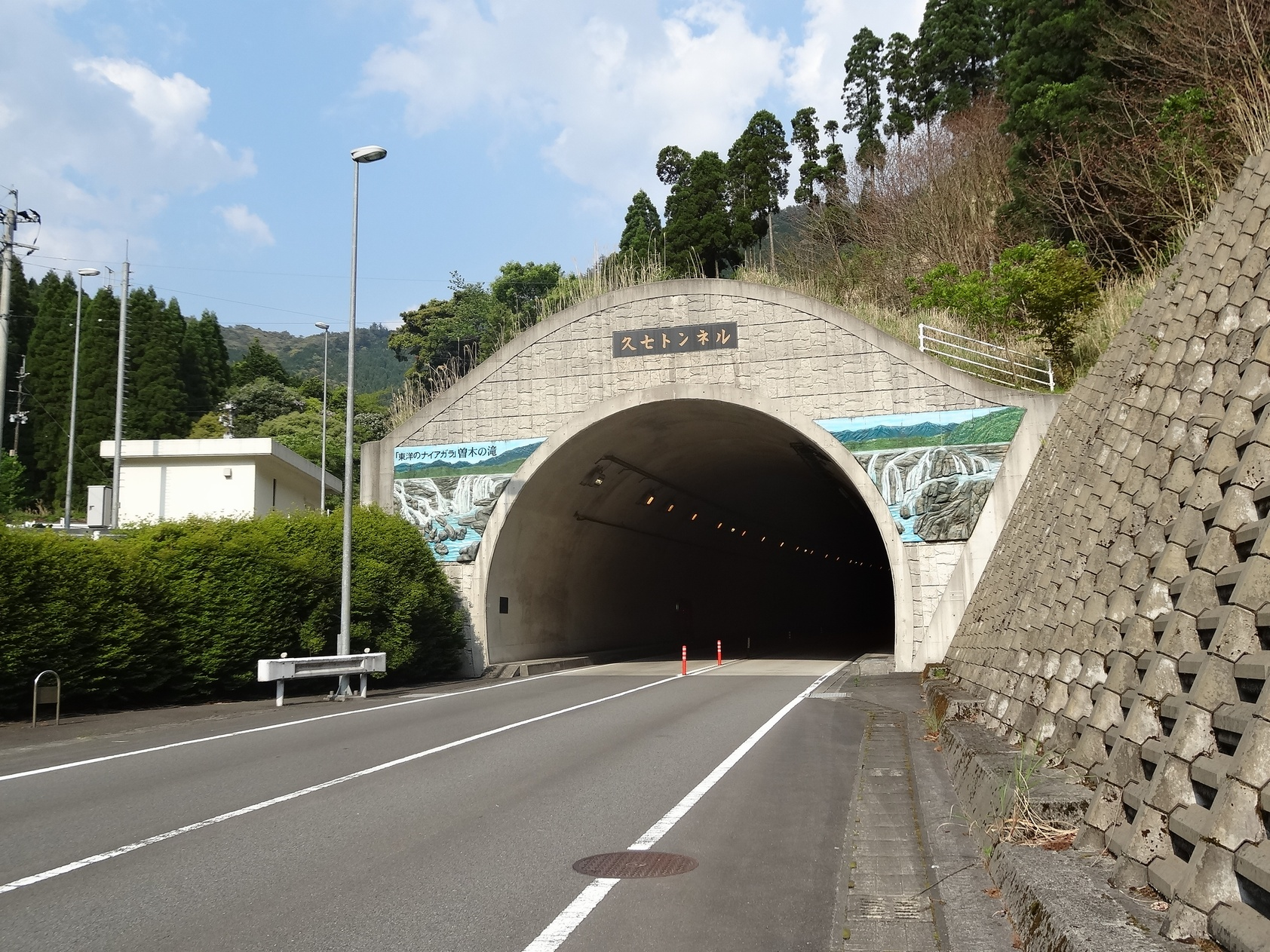
鹿儿岛县一侧的隧道口

久七隧道（日语：／）是日本国道267号上的一座公路长隧道，位于熊本縣人吉市与鹿儿岛县伊佐市的交界处，穿过久七峠，单洞双向二车道，全长3945米，1994年开工，2004年4月28日通车。通车时超过了国見隧道（3300米，2002年通车），成为鹿儿岛县最长的公路隧道和九州地区最长的免费公路隧道，直到2015年被4243米的網野子隧道超过。